# 雖然媽媽說我不可以嫁去日本
《雖然媽媽說我不可以嫁去日本》（日语：ママは日本へ嫁に行っちゃダメと言うけれど），是一部於2017年上映的愛情喜劇電影，改編自網紅茂木夫婦同名書籍《雖然媽媽說我不可以嫁去日本。》，簡嫚書、中野裕太領銜主演，日本於2017年5月27日上映，台灣於2017年6月16日上映。

## 演員陣容

### 主要演員
| 演員姓名 | 角色名稱 | 介紹                                                                                                  |
| 簡嫚書   | 林薏涵   | 作為一個凡事衝動、積極的行動派，她大學畢業後努力打工存了機票錢，就立刻為愛赴日打工度假。              |
| 中野裕太 | 茂木洋路 | 因為一封311大地震過後的感謝訊息，認識了來自台灣的薏涵，相隔兩地的兩人靠著Facebook的訊息聊天累積感情。 |

### 其他演員
| 演員姓名   | 角色名稱     | 介紹 |
| 王彩樺     | 林麗雪       | 薏涵的母親。為了阻止薏涵嫁去日本，不時威嚇茂木與薏涵，反對兩人在一起。                                                                       |
| 俞敬       | 林依婷       | 薏涵的妹妹。另於未播出片段中，與男友於雨中駕駛後座無車頂的吉普車，接送薏涵及茂木。                                                           |
| 孫睿       | 景嵐         | 薏涵的朋友，和薏涵一起在阿勳鹹粥打工。 |
| 鄔曉萱     | 薏涵朋友     | 和薏涵一起在阿勳鹹粥打工。 |
| 李逸朗     | 宇修         | 薏涵的前男友。對薏涵相當癡情，遠從台中到台北幫薏涵慶生，但薏涵並不領情。                                                                     |
| 羅北安     | 陳伯         | 薏涵媽媽麻將牌友，職業為醫生，薏涵生病時也到其診所看診。                                                                                     |
| 朱神龍     | 薏涵媽媽牌友 | 職業為警察。 |
| 廖本程     | 薏涵媽媽牌友 | 阿勳鹹粥老闆。 |
| 林美秀     | 明美         | 日本居酒屋台籍老闆娘。除了超愛撮合店員和店裡常客之外，也成了茂木追薏涵的「軍師」，三番兩次鼓勵茂木勇敢面對自己的心意，還安排跨海送花給薏涵。 |
| 璃娃       | 蘭           | 明美的女兒。由与座重理久飾演的茂木同事疑似愛慕小蘭，因而經常光顧並學習中文。                                                                 |
| 山口祥行   | 達桑         | 居酒屋的常客。茂木獨自至居酒屋找明美諮詢之一幕出現。與明美一搭一唱，復慫恿茂木拿出一萬日元購買花束。                                         |
| 蛭子能収   | 茂木爸爸     | 慈祥寡言的父親，疑似喜愛飼養金魚。 |
| 夢多       | 茂木朋友     | 對自己的肢體語言表達能力非常有自信，與薏涵相識後積極發出Facebook好友邀請。亦為使薏涵得知茂木心意的重要人物。                                 |
| 岡本孝     | 茂木朋友     | |
| 与座重理久 | 茂木同事     | 下班後帶茂木至明美經營的居酒屋喝啤酒，促使兩人結識。                                                                                         |
| 渡邊裕美   | 塔羅牌占卜師 | 即龍羽老師。說明占卜結果時警告薏涵: 雖為匹配的對象，但因方位不宜的緣故，不要前往日本。但被薏涵忽略。                                         |
| ツネ(2700) | 燒烤店老闆   | 於茂木父子一同外出吃宵夜一幕出現。 |

## 電影歌曲
| 曲别       | 歌名                   | 演唱者         | 作詞            | 作曲          | 備註 |
| 中文主題曲 | 最初來到世界的模樣     | 林芯儀         | 吳易緯@植光土壤 | 生命樹 小王子 | |
| 日本主題曲 | ハンブンコ             | エリカヒトミ   | stolencinema    | stolencinema  | 於台灣播出的版本採用同演唱者演唱的本曲中文版本「兩人份」                                                                                            |
| 插曲       | 恋愛リインカネーション | カラーポワント | Hink            | 齋藤優輝      | |
| 插曲       | 雨雫のワルツ           | 高井息吹       | 高井息吹        | 高井息吹      | 收錄於高井息吹首張創作專輯《Yoru Wo Koeru》 |
| 插曲       | Wonder Land            | 高井息吹       | 高井息吹        | 高井息吹      | 收錄於高井息吹首張創作專輯《Yoru Wo Koeru》 |
| 插曲       | きりん座               | 高井息吹       | 高井息吹        | 高井息吹      | 收錄於高井息吹首張創作專輯《Yoru Wo Koeru》 |
| 插曲       | 透明                   | 高井息吹       | 高井息吹        | 高井息吹      | 收錄於高井息吹首張創作專輯《Yoru Wo Koeru》 |
| 插曲       | ただの日常             | 徐書婷         | stolencinema    | stolencinema  | 2016年透過nana app公開甄選的素人演唱者。中文甄選示範曲由林薏涵本人演唱；日文甄選示範曲由演唱日文主題曲的ericka hitomi演唱，該示範曲並於itunes發行。 |

## 工作人員
- 導演：谷内田彰久（日语：谷内田彰久）
- 編劇：野村伸一
- 音楽：常田大希
- 發行公司：得藝文創國際股份有限公司
- 台灣地區拍攝合製：犢影制作電影有限公司

## 外部連結
- 得藝文創的Facebook專頁
- 雖然媽媽說我不可以嫁去日本的Facebook專頁
- 雖然媽媽說我不可以嫁去日本 （页面存档备份，存于）的官方網頁
- 高井息吹 （页面存档备份，存于）官方網頁
- 豆瓣电影上《雖然媽媽說我不可以嫁去日本》的資料 （简体中文）
- 时光网上《雖然媽媽說我不可以嫁去日本》的資料（简体中文）
- 開眼電影網上《雖然媽媽說我不可以嫁去日本》的資料（繁體中文）
- Yahoo奇摩電影上《雖然媽媽說我不可以嫁去日本》的資料（繁體中文）
- 互联网电影数据库（IMDb）上《雖然媽媽說我不可以嫁去日本》的资料（英文）